# Tomás de Berlanga
Tomás de Berlanga (Berlanga de Duero, 1487 – Berlanga de Duero, 1551. augusztus 8.) Panamavárosi főegyházmegye negyedik katolikus püspöke volt, és őt tartják a Galápagos-szigetek felfedezőjének.

## Életpályája
Tomás de Berlanga a Domonkos-rendhez tartozott, és 1508-ban Hispaniola (Santo Domingo) szigetének priorjává választották. 1516 körül ő telepítette be a banánt a karibi térségbe, ahonnan a növény elterjedt Közép- és Dél-Amerikában. 1534. február 11-én kinevezték Panama püspökévé. Ugyanezen év május 17-én szentelte püspökké Francisco Mendoza Bobadilla, Coria püspöke. Társszentelője Francisco Mendoza palenciai püspök volt. A későbbi valenciai érsek, Francisco de Navarra y Hualde presbyter assistensként működött közre. 1537-ben lemondott a panamai püspökségről.
1535-ben I. Károly spanyol király megbízta Tomás de Berlangát, hogy közvetítsen Francisco Pizarro spanyol hódító és perui tisztjei között. Berlanga hajója holt szélcsendbe került, és 1535. március 10-én egy óceáni áramlat a Galápagos-szigetek partjaihoz sodorta. Az ismeretlen szigeteket Islas Encantadasnak (Elvarázsolt szigetek) nevezték el, és a spanyol korona birtokába vették.
Spanyolországban, Közép- és Dél-Amerikában számos utcát, teret és épületet neveztek el Tomás de Berlangáról.

## Fordítás
Ez a szócikk részben vagy egészben  a   Tomás de Berlanga című angol Wikipédia-szócikk fordításán alapul.  Az eredeti cikk szerkesztőit annak laptörténete sorolja fel. Ez a jelzés csupán a megfogalmazás eredetét és a szerzői jogokat jelzi, nem szolgál a cikkben szereplő információk forrásmegjelöléseként.